# Cratere Halle
Halle  è un cratere sulla superficie di Venere. Deve il suo nome alla violinista ceca Wilma Neruda, coniugata Hallé.